# Бернятино (Вологодская область)
Бернятино — деревня в Великоустюгском районе Вологодской области.
Входит в состав Шемогодского сельского поселения, с точки зрения административно-территориального деления — в Шемогодский сельсовет.
Расстояние по автодороге до районного центра Великого Устюга — 28 км, до центра муниципального образования Аристово — 12 км. Ближайшие населённые пункты — Погорелово, Лучнево, Климлево.
По данным переписи в 2002 году постоянного населения не было.